# Czesław Krzyszowski

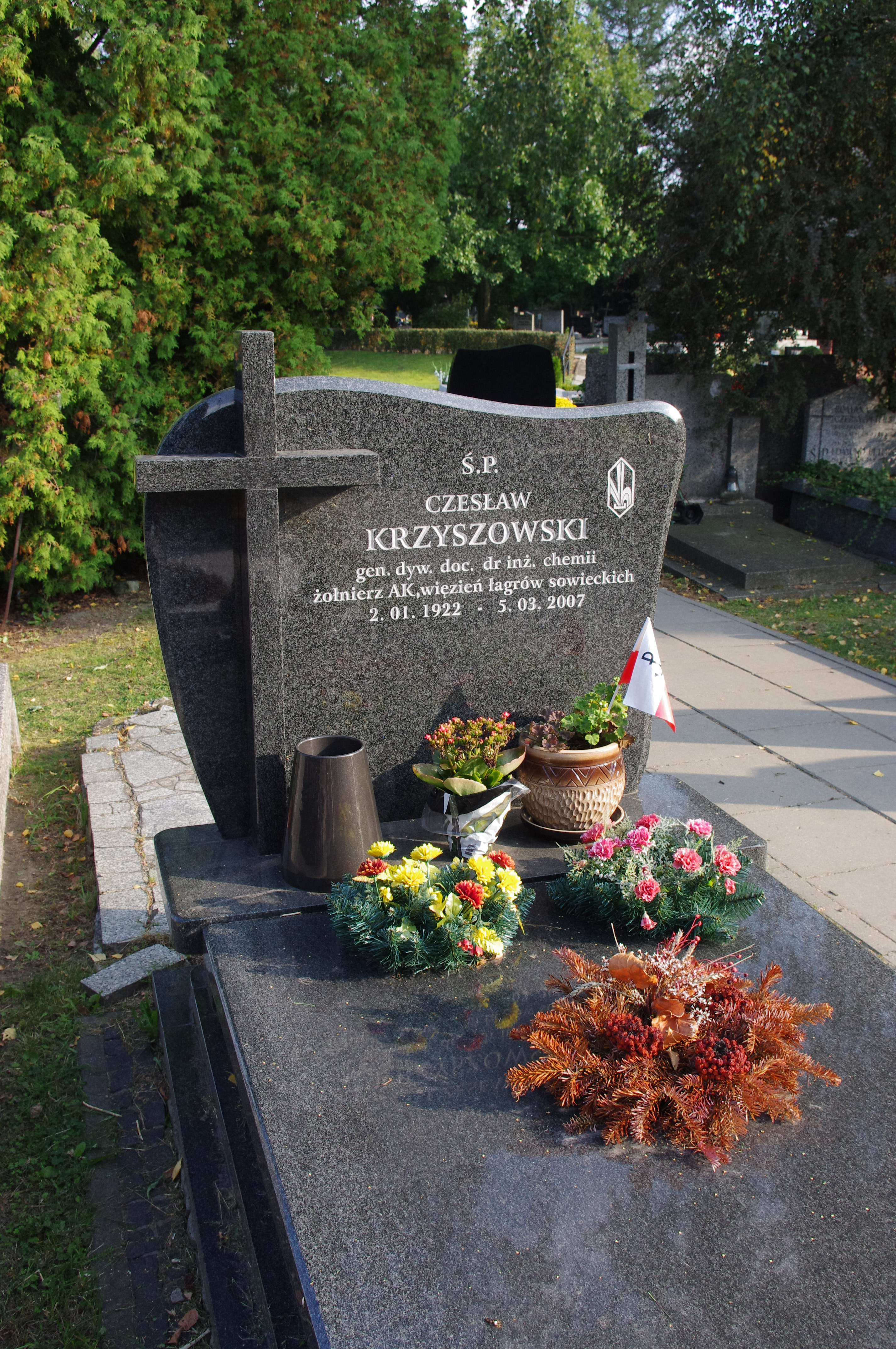
Grób gen. Czesława Krzyszowskiego na Cmentarzu Wojskowym na Powązkach

Czesław Krzyszowski (ur. 2 stycznia 1922 w Mikulińcach w województwie tarnopolskim, zm. 5 marca 2007) – generał dywizji WP, doktor inżynier, wieloletni szef Wojsk Chemicznych MON (1968–1988).
Do wybuchu wojny w 1939 uczył się w gimnazjum w Tarnopolu. Podczas sowieckiej okupacji Tarnopolszczyzny 1939–1941 rozpoczął studia na Politechnice Lwowskiej. 19 VIII 1944 aresztowany przez NKWD pod zarzutem przynależności do Armii Krajowej; więziony początkowo we Lwowie, a w latach 1945–1948 w łagrach sowieckich. Po powrocie do kraju dokończył studia na Politechnice Śląskiej uzyskując tytuł doktora inżyniera. Wstąpił do WP. Od 1950 kierownik laboratorium chemicznego WP. Komendant Instytutu Chemii i Radiometrii od 1964. W 1965 został zastępcą szefa, a w 1968 szefem Wojsk Chemicznych MON. Jesienią 1972 mianowany generałem brygady, a jesienią 1978 generałem dywizji; obie nominacje wręczył mu w Belwederze przewodniczący Rady Państwa Henryk Jabłoński w przeddzień święta Wojska Polskiego. Od 1979 docent w Akademii Sztabu Generalnego WP w Warszawie. W marcu 1988 przeniesiony w stan spoczynku. Dwa miesiące wcześniej oficjalnie pożegnany przez ministra obrony narodowej, gen. armii Floriana Siwickiego w związku z zakończeniem zawodowej służby wojskowej.
Autor kilkudziesięciu publikacji na temat wojsk chemicznych i obrony przeciwchemicznej. W 1979 został wyróżniony wpisem do Honorowej Księgi Czynów Żołnierskich.
Laureat Nagrody Państwowej II stopnia oraz nagród Ministra Obrony Narodowej I stopnia za opracowanie techniczne i uruchomienie produkcji ogólnowojskowej maski przeciwgazowej oraz II stopnia za współudział w opracowaniu jednolitego systemu wykrywania wybuchów jądrowych i skażeń. Wieloletni członek Komitetu PZPR Ministerstwa Obrony Narodowej.
Pochowany na cmentarzu Powązki Wojskowe w Warszawie (kwatera FII-3-17).

## Odznaczenia
- Order Sztandaru Pracy II klasy
- Krzyż Komandorski Orderu Odrodzenia Polski (1971)
- Krzyż Kawalerski Orderu Odrodzenia Polski (1966)
- Krzyż Armii Krajowej
- Medal 30-lecia Polski Ludowej
- Medal 40-lecia Polski Ludowej
- Złoty Medal „Siły Zbrojne w Służbie Ojczyzny”
- Srebrny Medal Siły Zbrojne w Służbie Ojczyzny
- Brązowy Medal Siły Zbrojne w Służbie Ojczyzny
- Złoty Medal „Za zasługi dla obronności kraju”
- Srebrny Medal „Za zasługi dla obronności kraju”
- Brązowy Medal „Za zasługi dla obronności kraju”
- Order Sławy (ZSRR)